# Kanton Donzy
Donzy is een voormalig kanton van het Franse departement Nièvre. Het kanton maakte deel uit van het arrondissement Cosne-Cours-sur-Loire. 
Het werd opgeheven bij decreet van 18 februari 2014 met uitwerking op 22 maart 2015.
Alle gemeenten werden toegevoegd aan het kanton Pouilly-sur-Loire.

## Gemeenten
Het kanton Donzy omvatte de volgende gemeenten:
- Cessy-les-Bois
- Châteauneuf-Val-de-Bargis
- Ciez
- Colméry
- Couloutre
- Donzy (hoofdplaats)
- Menestreau
- Perroy
- Sainte-Colombe-des-Bois
- Saint-Malo-en-Donziois